# Taraxacum amphiphron
Taraxacum amphiphron — вид квіткових рослин родини айстрових (Asteraceae).

## Поширення
Флора Свальбарда.